# Społeczeństwo kapitalistyczne

## Narodziny i rozwój społeczeństwa kapitalistycznego
Nowożytny kapitalizm zaczął się formować w XVI wieku, zasadniczy jednak zwrot w jego rozwoju nastąpił wraz z rewolucją przemysłową. Gospodarka kapitalistyczna zyskała wtedy nowy impuls dzięki zastosowaniu osiągnięć naukowych w przemyśle. Siłą napędzającą stała się produkcja na sprzedaż, mająca przynosić zysk.
Wzrost gospodarczy pociągał za sobą jakościowe zmiany systemu politycznego i rozwój sfery publicznej. Symbolem tych zmian było zniesienie poddaństwa i barier stanowych, demokratyzacja stylu rządzenia i rozszerzenie sfery wolności osobistej jednostek. Jednocześnie dokonywał się przełom w sferze materialnych warunków życia. Członkowie społeczeństwa kapitalistycznego zaczęli funkcjonować w rytmie wyznaczanym przez rozwój konsumpcji. Poprawa warunków bytu materialnego oznaczała wzrost zdrowotności, przeciętnej długości życia jednostek oraz spadek umieralności niemowląt. Miernikiem postępu była zwiększona ruchliwość, masowe przemieszczanie się ludności wiejskiej do miast, towarzyszyły temu przekształcenia struktury społecznej, z których najważniejsze było wykreowanie nowych hierarchii, wzorów awansu i podziałów klasowych.
W sferze zmian strukturalnych zerwanie z przeszłością polegało na odchodzeniu od zasady przypisania do określonej pozycji, w kierunku zasady osiągania pozycji. Rozwój kapitalistycznego rynku pracy stworzył zapotrzebowanie na nowe zawody, w których bardziej niż pochodzenie liczyły się specjalistyczne kwalifikacje, inwencja i pomysłowość wymagająca odwagi. Innym zalążkiem nowej struktury zawodowej staje się wyedukowane mieszczaństwo, czyli lekarze, prawnicy, nauczyciele akademiccy i sygnatariusze umów handlowych. Pozycje te, przełamujące struktury stanowe oparte na dziedziczeniu statusu rodziców, w późniejszym okresie zaczęto określać w Europie Środkowo-Wschodniej jako inteligencję.
Nowe podziały w strukturze zawodowej wykreowały nową drabinę społeczną. Elementem tego historycznego procesu było formowanie się klasy średniej. W miarę upływu czasu z klasy średniej zaczynają wyodrębniać się właściciele wielkich firm, posiadacze miliardowych fortun i bogaci rentierzy. Przechodzą oni do klasy wyższej, gdzie obok arystokracji o rodowodzie szlacheckim zaczyna się kształtować arystokracja kapitału, dla której tytułem do prestiżu jest bogactwo.
Społeczeństwo kapitalistyczne nie może istnieć bez otwartego współzawodnictwa i ludzi z instynktem nieustannego pomnażania dóbr, obdarzonych wolą polegania na sobie. Uczestników tej gry obowiązuje, po pierwsze, zasada równych szans; po drugie, sukces powinien być rezultatem zdolności i wysiłku samych jednostek; po trzecie, za stanowiska i pozycje o niejednakowej ważności powinno się uzyskiwać nierówne nagrody, przyznawane odpowiednio do kwalifikacji zawodowych i umiejętności; po czwarte, jeżeli sukcesy są sprawiedliwą nagrodą, to niepowodzenie należy traktować jako zasłużoną karę za brak odwagi, niekompetencję, lenistwo, wymierzoną poprzez bezosobową, niemniej jednak sprawiedliwą logikę tego systemu. Ideologią kapitalizmu stała się etyka protestancka, której kanonem jest przesłanie moralne, ze każdy ma prawo dać z siebie wszystko.
Podstawowe różnice dzielące społeczeństwo kapitalistyczne od wcześniejszych systemów społecznych zawierają się w pojęciu modernizacji. Kategoria ta, stosowana w odniesieniu do długookresowych zmian w czasie, jest synonimem procesów dokonujących się jednocześnie w kilku wymiarach, a zwłaszcza złożoności systemu społecznego i racjonalności działania.
Rezultatem przełomu politycznego, zapoczątkowanego przez rewolucję francuską, stało się oddzielenie Kościoła od struktur państwowych, jednostka zyskała większą autonomię względem sfery publicznej i państwa, następowała separacja ról związanych z pracą zawodową od ról związanych z rodziną i domem. W ramach postępującego podziału pracy dokonywała się specjalizacja ról zawodowych, czego aspektem stał się rozdział funkcji związanych z zarządzaniem firmą. Tym, co odróżnia racjonalność kapitalistyczną od jej wcześniejszych postaci, jest przewidywalny i bezosobowy charakter podejmowania decyzji oraz kalkulacja zysków i strat. Proces racjonalizacji najogólniej polegał na zastąpieniu racjonalności etycznej racjonalnością instrumentalną.
W społeczeństwie kapitalistycznym zwiększa się wpływ wymiany rynkowej; miernikiem jej zaawansowania stała się komercjalizacja, którym to mianem określa się wkraczanie praw rynku do wielu sfer życia jednostek. Komercjalizacji nie oparły się tak tradycyjne instytucje, jak rodzina czy kościół; w miarę upływu czasu zaczęła ona tworzyć swój własny świat obejmujący zwłaszcza konsumpcję, rozrywki, sferę kultury masowej i mediów.
Kwintesencją modernizacji stał się wzrost uniwersalizmu wartości. Uniwersalistyczne, czyli obiektywne i powszechnie akceptowane kryteria ocen wypierają kryteria partykularystyczne, które cechuje zawężenie perspektywy poznawczej, kierowanie się odczuciem i wartościami nie poddającymi się weryfikacji na podstawie faktów.

## Teoretyczne analizy społeczeństwa kapitalistycznego
Socjologiczne analizy społeczeństwa kapitalistycznego wydobywają jego różne aspekty. Nurtowi diagnostycznemu, prezentującemu kapitalizm od strony prawidłowości obiektywnych, towarzyszy nurt krytyczny, który koncentruje się na przejawach dezorganizacji i źródłach napięć
Do nurtu diagnostycznego należy zaliczyć teoretyczną refleksję nad zasadami organizacji, stabilności i ładu. Najpełniejsze uogólnienie znalazła ona w teoriach funkcjonalnych. Najbardziej usystematyzowana próba całościowego ujęcia tych kwestii jest teoria Parsonsa. W świetle tego ujęcia, w nowoczesnym systemie kapitalistycznym o strategiach życiowych decydują normy poznawcze, inaczej niż w systemach, które opierają się na dominacji norm afektywnych. Jest to świat, w którym pozycja społeczna stanowi raczej rezultat zabiegów, co w specyficznym języku tej teorii oznacza, że jest efektem zasady samodzielnego osiągania pozycji.
Krytyczny nurt jest mocniej osadzony w analizie rzeczywistych procesów i zjawisk. A oto konkretne przejawy zakłóceń i nieprawidłowości, które punktują reprezentanci tego podejścia.
- Kapitalizm, aby istnieć, musi się stale rozwijać. Jednak perspektywy akumulacji kapitału nie są najlepsze, na co wskazywał Joseph Schumpeter, jeden z pierwszych autorów zwracających uwagę na malejące zainteresowanie mieszkańców krajów kapitalistycznych praca zawodową i inwestowaniem dla zysków. Świadczyły o tym niepokojące oznaki zmniejszania się motywacji do wytężonej pracy. Schumpeter przypisywał to głównie wzrostowi dążeń do nieproduktywnej konsumpcji.

- Druga połowa XX w. stała się w najbogatszych krajach świata epoką bezprecedensowego wzrostu zamożności, pozwalającego zrealizować marzenia o życiu w luksusie, co nie byłoby złe, gdyby nie odciągało ludzi od obowiązków i zadań. Wyrazicielem tych obaw stał się Daniel Bell, formułując tezę o narastających sprzecznościach kapitalizmu wynikających z trudności pogodzenia odmiennych logik systemu społeczno-politycznego, techniczno-ekonomicznego i władzy. Podstawowym elementem tej tezy jest stwierdzenie, że tradycyjny system wartości popadł w nierozwiązywalną sprzeczność z dążeniem do zaspokajania bieżących przyjemności. Ponieważ dokonuje się to kosztem rezygnacji z myślenia perspektywicznego, musi prowadzić do rozluźnienia obyczajów i osłabienia orientacji na sukces. Kapitalizm osiągnął więc swój krytyczny punkt, po którego przekroczeniu mechanizmy kreowania potrzeb konsumpcyjnych będących siłą napędową tego systemu prowadząc do jego erozji.

- Kolejnym negatywnym zjawiskiem są postawy roszczeniowe sprowadzające się do nadużywania wolności. William Donahue określa je mianem manii praw, co polega na żądaniu nieograniczonych przywilejów dla siebie bez przyjmowania zobowiązań. Mania praw podkopuje dobro publiczne, jej konsekwencją jest relatywizm moralny.

Wspólną cechą tych teorii było zwrócenie uwagi na fakt, że systemowe sprzeczności kapitalizmu są charakterystyczną cechą społeczeństw, w których większość żyjących w nich ludzi zamiast dawnych trosk materialnych gnębią troski duchowe. Chodzi o społeczeństwa, w których na pierwszy plan coraz częściej wysuwają się potrzeby samorealizacji i samopotwierdzenia. Procesy te ilustrują działanie prawa malejącej, krańcowej użyteczności dochodów. Oczekiwania co do wzrostu gospodarczego i podniesienia konsumpcji utrwaliły się w świadomości jednostek. Zaczęły być traktowane jak przysługujące im prawo, co z jednej strony przyniosło eskalację żądań zagrażających efektywności systemu, z drugiej zaś – pokazało, jak dużą cenę płaci jednostka za sukcesy gospodarki rynkowej.

## Struktura społeczna społeczeństwa kapitalistycznego
Dziewiętnastowieczny kapitalizm wykreował strukturę klasowo – warstwową. Najogólniejsza formą prezentacji hierarchii społecznej jest podział na klasę wyższą, średnią i niższą. Na szczycie drabiny społecznej usytuowana jest klasa wyższa, posiadacze rozległych posiadłości ziemskich, wielkich korporacji, dworów, wpływu politycznego i nazwisk rodowych. Klasa wyższa to kategoria stosunkowo nieliczna i dystansująca inne kategorie w hierarchii bogactwa i władzy.
Wielu członków klasy wyższej należy do klasy rządzącej i do elity biznesu. Głównym wyznacznikiem przynależności do klasy rządzącej jest zinstytucjonalizowana władza. Władza rządząca obejmuje członków parlamentu i rządu, sekretarzy ministrów, członków specjalnych komitetów, osobistych doradców. Jeśli chodzi o elitę biznesu, to rodzina królewska w Anglii, która stanowi jądro Upper class, jest jednocześnie największym rentierem. Warto by dodać, że klasa wyższa, elita władzy i elita biznesu stanowią nie więcej niż 2–3% ludności, lecz są segmentami, które od innych kategorii dzieli dystans liczony w miliardach i setkach milionów dolarów. Kwoty te są wielokrotnością zasobów materialnych zaspokajających potrzeby przeciętnego obywatela i pozwalających mu cieszyć się przyzwoitą stopą życiową.
Kolejnym segmentem tego hierarchicznego podziału jest klasa średnia. Warunkiem przynależności do tej klasy jest aktywne uczestniczenie w strukturach rynkowych. Klasy średnie na tle innych segmentów struktury społecznej najłatwiej jest zidentyfikować przez zawód. Klasa średnia jest zbiorowością złożoną z tak różnych kategorii, że w rzeczywistości nie jest ona klasą społeczna. Osobliwością klasy średniej jest to, że nazywana jest klasą, mimo że obejmuje ludzi o różnym poziomie wykształcenia, niejednakowym standardzie materialnym, uzyskujących niejednakowe dochody, mających różne preferencje w zakresie konsumpcji. Przynależność do klasy średniej pozwala żywić przekonanie o własnej wyższości, ale zarazem wymaga nieustannego demonstrowania dowodów odniesionego sukcesu. Istnienie klasy średniej uśmierza frustracje i napięcia w sytuacji, gdy liczba chętnych zawsze przewyższa realne możliwości awansu społecznego.
Na dolnych szczeblach drabiny społecznej sytuują się robotnicy. Rozpatrywani łącznie należą do klasy niższej, jest to jednak segment wewnętrznie zróżnicowany, obejmujący kilka kategorii o niejednakowym statusie społecznym. Jednak za członków tworzących klasę robotnicza uważa się: pracowników fizycznych lub niewykwalifikowanych oraz ludzi o niskich dochodach. Po pierwsze, pod względem sytuacji rynkowej klasę robotniczą określa fakt, że sprzedaje ona zdolność do pracy według czasu pracy lub jej rzeczowego wyniku w zamian za wynagrodzenie. W sytuacji pracy klasa robotnicza składa się z osób znajdujących się najniżej w hierarchii zarządzania, co jest kluczową cechą ich umowy o pracę. Dlatego też klasa robotnicza składa się przede wszystkim z osób pracujących w zawodach wymagających pracy fizycznej, czyli tzw. Niebieskich kołnierzyków. Drugi podział – to pracujący w ramach pierwszego lub drugiego – rynku pracy. Niektórzy członkowie klasy robotniczej maja lepiej płatne i pewniejsze zatrudnienie niż inni. Większość wykwalifikowanych robotników należy do pierwszego rynku pracy, natomiast wiele kobiet i robotników pochodzących z mniejszości narodowych znajduje zatrudnienie na gorzej płatnym, mniej pewnym, drugim rynku pracy, bez standardowych umów o pracę, zasiłków chorobowych itp. Właśnie w tej grupie najczęstsze jest bezrobocie.
Ostatnim segmentem społeczeństwa kapitalistycznego jest kategoria określana w literaturze socjologicznej mianem podklasy społecznej. Jest ona stosunkowo najmłodszym segmentem społeczeństwa. W podklasie sytuuje się nieproporcjonalnie duży odsetek osób bezrobotnych i dyskryminowanych mniejszości etnicznych, samotnych matek, ludzi dotkniętych kalectwem i wszystkich innych żyjących w niedostatku, nie umiejących poradzić sobie ze złym losem. Wyznacznikiem ich odrębnego usytuowania w strukturze społecznej stała się wegetacja w dzielnicach miejskich ulegających ruinie, których mieszkańcy, oddzieleni barierą społecznej izolacji od przedstawicieli innych środowisk, funkcjonują w kręgu szczególnego systemu wartości.